# Świat Cristiny O
Świat Cristiny O (Los caballeros las prefieren brutas, 2010) – kolumbijski serial telewizyjny nadawany przez stację Caracol TV od 22 lutego do 26 lipca 2010 r. W Polsce nadawany przez stację AXN od 24 czerwca 2011 r. Producentem serialu jest Sony Entertainment Television w Kolumbii.

## Opis fabuły
Cristina (Valerie Domínguez) to młoda, atrakcyjna, niezależna i inteligentna kobieta. W życiu ma wszystko: dobrą pracę, wielu przyjaciół i idealnego partnera. Wszystko ulega zmianie gdy narzeczony Eduardo Santodomingo (Juan Pablo Espinosa) zdradza ją z jej najlepszą przyjaciółką Pamelą Davilą (Ángela Vergara).

## Obsada
- Valerie Domínguez jako Cristina Oviedo
- Juan Pablo Raba jako Alejandro Botero
- Michelle Manterola jako Gracia Oviedo
- Patricia Castañeda jako Hannah de la Espriella
- Mijail Mulkay jako Rodrigo Florez
- Gustavo Ángel jako Miguel Forero
- Ángela Vergara jako Pamela Davila
- Juan Pablo Espinosa jako Eduardo Santodomingo
- Rodrigo Candamill jako Guillermo Jose Jacome
- Ana María Trujillo jako Esther Castro
- Carolina Acevedo jako Martina
- Patricia Bermudez jako Laura

## Spis odcinków
| Premiera odcinka | N/o | Polski tytuł | Hiszpański tytuł                                                |
| ---------------- | --- | ------------ | --------------------------------------------------------------- |
|                  |     |              |                                                                 |
| SERIA PIERWSZA   |     |              |                                                                 |
|                  |     |              |                                                                 |
|                  | 01  |              | Mujeres Emocionalmente Inestables                               |
|                  |     |              |                                                                 |
|                  | 02  |              | Las Tenebrosas Primeras Citas                                   |
|                  |     |              |                                                                 |
|                  | 03  |              | ¿La Mujer bruta Existe? ¿O Solo Algunas Fingen mejor Que otras? |
|                  |     |              |                                                                 |
|                  | 04  |              | El Feminismo nos Daño el Camino                                 |
|                  |     |              |                                                                 |
|                  | 05  |              | Batallas de Género                                              |
|                  |     |              |                                                                 |
|                  | 06  |              | ¿Que paso con el Hombre Detallista?¿Se Murio o lo Matamos?      |
|                  |     |              |                                                                 |
|                  | 07  |              | Desconfie de un Hombre Que...                                   |
|                  |     |              |                                                                 |
|                  | 08  |              | La Habilidad y la Quimica                                       |
|                  |     |              |                                                                 |
|                  | 09  |              | ¿Sexo, Placer o Amor?                                           |
|                  |     |              |                                                                 |
|                  | 10  |              | Hay Que Matarlos...De ganas                                     |
|                  |     |              |                                                                 |
|                  | 11  |              | Los Despechados                                                 |
|                  |     |              |                                                                 |
|                  | 12  |              | Juego de Niños                                                  |
|                  |     |              |                                                                 |
|                  | 13  |              | Don Alejandro y sus dos Mujeres                                 |
|                  |     |              |                                                                 |
|                  | 14  |              | Ellas se Casan para Empezar algo, Ellos para Acabar Algo        |
|                  |     |              |                                                                 |
|                  | 15  |              | Aventuras en Pañales                                            |
|                  |     |              |                                                                 |
|                  | 16  |              | En el Mercado Nacional de lo Usado                              |
|                  |     |              |                                                                 |
|                  | 17  |              | No Hay Que Ganar Una                                            |
|                  |     |              |                                                                 |
|                  | 18  |              | Madres y Madrastras                                             |
|                  |     |              |                                                                 |
|                  | 19  |              | Manual para Triunfar                                            |
|                  |     |              |                                                                 |
|                  | 20  |              | Mejor Sola que mal Acompañada                                   |
|                  |     |              |                                                                 |
|                  | 21  |              | Ni tan Cerca Ni tan Lejos                                       |
|                  |     |              |                                                                 |
|                  | 22  |              | Elegir Bien con Quien Caminar                                   |
|                  |     |              |                                                                 |